# Archivo Histórico Provincial de Albacete
El Archivo Histórico Provincial de Albacete (AHP) es un archivo público que custodia patrimonio histórico documental albacetense. Creado por decreto en 1931, tiene su sede en la ciudad de Albacete.

## Historia
Los Archivos Históricos Provinciales se crean por Decreto de 12 de noviembre de 1931, si bien, desde su creación hay que distinguir varias etapas en la evolución y afianzamiento de estos centros; el de Albacete comienza a funcionar en el año 1938, por una Orden del Jefe de la Sección de Archivos del Consejo Central, en la que se recoge que debía estar integrado por “Protocolos notariales, Archivos Judiciales, Eclesiásticos, Particulares y a ser posible los Municipales”. 
En un local del Instituto de Segunda Enseñanza se recogieron algunos fondos que en 1939 fueron trasladados a la Audiencia Territorial y posteriormente al nuevo instituto, ocupando unas estanterías anejas a la Biblioteca Pública que muy pronto resultaron insuficientes. Su actividad no se agiliza hasta la llegada de Vicente Llorca Zaragoza a su dirección en 1958, y la posterior creación oficial según Orden Ministerial de 3 de abril de 1962. Al año siguiente fue instalado en el segundo piso del edificio de la Casa de la Cultura, hoy parte de la Diputación Provincial, desde donde pasó al sótano de dicho edificio en 1967. En 1982 se trasladó al piso sexto de la Delegación Provincial de Educación y Cultura para pasar en 1991 a su definitiva ubicación en la calle Padre Romano.

## Titularidad y gestión
El AHP de Albacete es un centro de titularidad estatal (Ministerio de Cultura) y gestión autonómica (Consejería de Cultura, Turismo y Artesanía de Castilla-La Mancha). 

## Fines, objetivos y funciones
Los fines de los Archivos públicos de Castilla-La Mancha vienen recogidos en la ley 19/2002, de 24 de octubre, que fundamenta la finalidad de los archivos en tres principios recogidos en la Constitución de 1978: El principio de eficacia de las Administraciones Públicas (artículo 103.1), el derecho de acceso de las personas a los archivos y registros administrativos (artículo, 105.b) y la conservación del patrimonio documental público (artículo 46). Su trasposición a la norma autonómica es la siguiente:
- Informar a la Administración Pública, sirviendo de apoyo a la eficacia de su gestión, pues en ellos se conservan antecedentes necesarios para fundamentar y justificar sus decisiones.

- Informar a los ciudadanos, garantizando el acceso a la información contenida en los documentos con objeto de preservar sus derechos legítimos.

- Conservar el Patrimonio Documental, con objeto de facilitar su investigación, estudio y difusión cultural.

El AHP de Albacete cumple las funciones de archivo histórico de la administración periférica del Estado, de la administración periférica del subsistema de archivos de los órganos de gobierno y de la administración de la Junta de Comunidades de Castilla-La Mancha. Esto supone que: 
Recoge, organiza, conserva y difunde la documentación procedente de archivos centrales de la administración periférica del Estado, del archivo territorial, en su caso, o de los archivos centrales de las delegaciones y de las entidades públicas de carácter provincial, además de la documentación de los organismos, instituciones y entidades de carácter provincial dependientes de la Junta de Comunidades de Castilla-La Mancha que hayan sido suprimidas, independientemente de su antigüedad.

## Edificio
Ocupa dos inmuebles, uno, del que se ha conservado la fachada, es un edificio con elementos barrocos y modernistas proyectado por el arquitecto Miguel Ortiz por encargo de Filomena Flores en el año 1924, motivo por el cual, además de Archivo Histórico Provincial de Albacete, al edificio también se le conoce como Casa de Doña Filomena Flores. En 1987, el arquitecto del Ministerio de Cultura Miguel Renta inicia su rehabilitación para albergar el Archivo Histórico Provincial, conservándose la antigua fachada, y, el segundo, no visible desde la calle que como solar anejo se utilizó para su ampliación y remodelación interior. En 1997 fue catalogado como Bien de Interés Cultural por el Ministerio de Educación y Cultura.
El edificio se distribuye en dependencias abiertas al público: zonas de paso, acceso, sala de investigadores, sala de exposiciones y las de trabajo del personal del mismo, mientras que los depósitos (son 8 con una capacidad para más de 15.000 metros lineales) y el muelle de descarga son restringidos al público. En total cuenta con más de 3000 m².

## Fondos

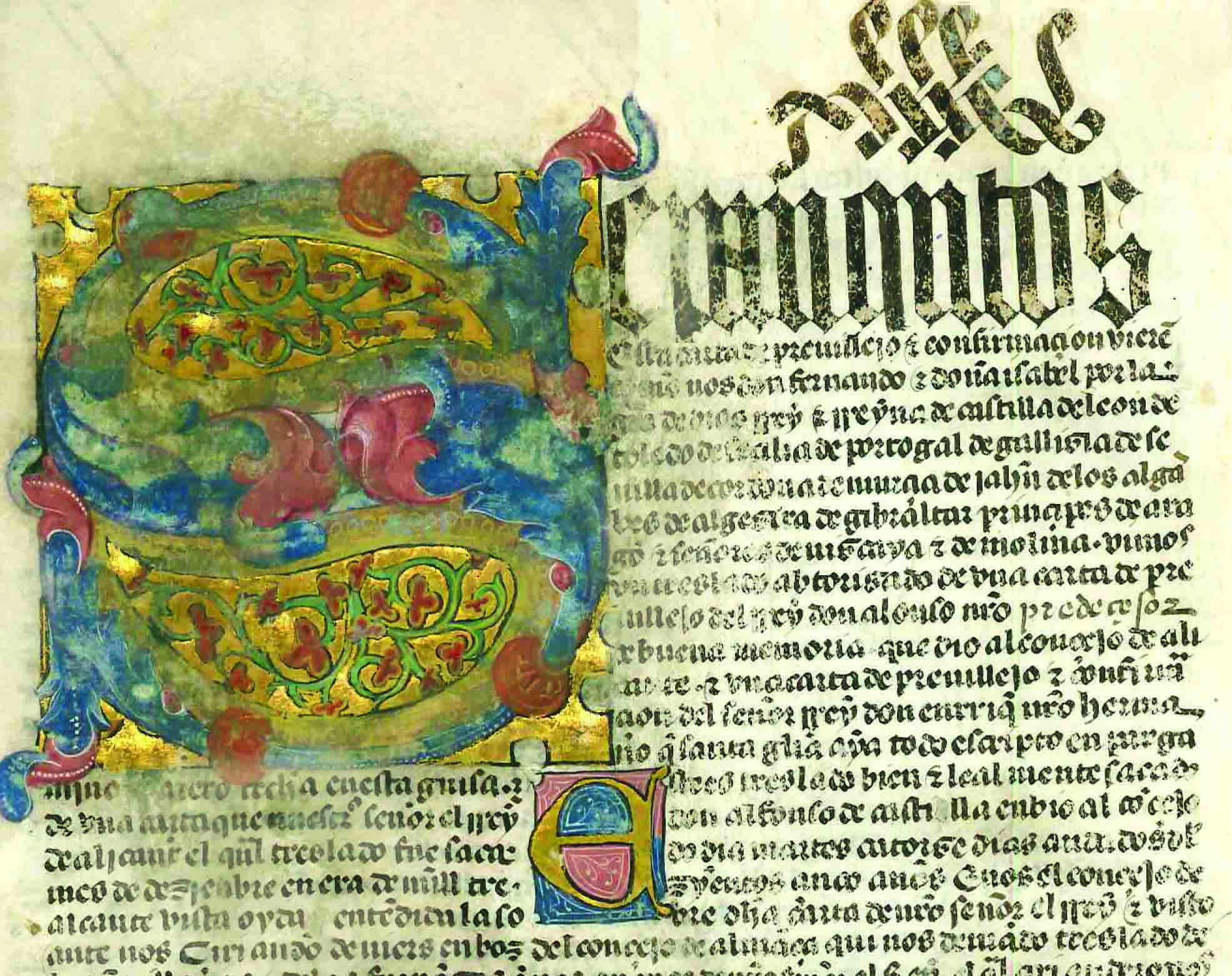
Carta de Privilegio y Confirmación. Archivo Histórico Provincial de Albacete

En el Archivo Histórico Provincial se custodia la documentación generada, en el ámbito provincial, por la Administración Central y Autonómica, la Administración de Justicia y los Protocolos Notariales centenarios. También existe la posibilidad de que la Administración Local y los particulares depositen sus documentos en estos archivos mediante convenio con la Consejería de Cultura.
Podemos enumerar los fondos someramente de la siguiente forma:
- Judiciales

- De la Fe Pública: Notariales, y del Registro de la Propiedad

- Administración Central Periférica: Hacienda, que incluye la propia delegación de su nombre y la Gerencia Territorial del Catastro; Educación; Estadística; Interior con la Subdelegación del Gobierno, Comisaría Provincial de Policía y el antiguo Servicio de Inspección y Asesoramiento a las Corporaciones Locales; Sanidad, y Asistencia Social; Trabajo; Comunicaciones; Cultura; Información y Turismo

- Administración autonómica, incluyendo todas las Delegaciones que tienen transferidas las competencias: Agricultura; IRYDA (Instituto de Reforma y Desarrollo Agrario); Hacienda; Educación; Sanidad; Trabajo; Bienestar Social; Cultura

- Administración Institucional: Comisaría Provincial de Abastecimientos y Transportes; Organización Sindical; Movimiento Nacional

- Administración Corporativa: Cámaras agrarias

- Administración Electoral

- Archivos privados: Familiares y personales; Asociaciones; Empresas

- Archivos religiosos: clero

- Administración local: Municipios y Diputación de Albacete

- Colecciones textuales: Brigadas Internacionales; Colección facticia de documentos en pergamino; Colección facticia de documentos en papel

- Documentos figurativos: mapas, dibujos, planos, estampas, carteles de cine, de toros, de teatro

- Hemeroteca

- Reprografía de complemento

## Servicios
Por Resolución de 1 de julio de 2009 se aprueba la Carta Sectorial de Servicios del Archivo Histórico Provincial de Albacete, publicándose en el Diario Oficial de Castilla-La Mancha de 20 de julio de 2009 (num. 139)
El acceso al Archivo Histórico Provincial de Albacete es libre y gratuito para todos los ciudadanos. Dos son los tipos de usuarios que acuden al Archivo Histórico: la propia administración y los ciudadanos . Los servicios que se ofrecen son:
- Servicios de información Referencia: cualquier ciudadano puede pedir asesoramiento y orientación al personal del Archivo, tanto para la localización de documentos, como para la averiguación de datos. Consulta a distancia: además de las consulta presenciales, se puede solicitar información al centro a través de correo electrónico, fax, correo ordinario o teléfono.

- Consultas de documentos: Se puede acceder a la consulta directa de los documentos según lo establecido en la legislación vigente sobre acceso a la información, con las restricciones y excepciones establecidas en la legislación estatal y autonómica.

- Préstamo de documentos: Este servicio se limita a las instituciones productoras de los documentos, así como a las instituciones que lo soliciten legalmente.

- Reproducción de documentos: Los servicios de reprografía del Archivo permiten obtener copias mediante fotocopia, microfilm, reproductoras digitales o impresoras.

- Programas de Difusión Cultural: Talleres Didácticos: Infantil, Primaria, ESO y Bachillerato. Visitas guiadas a grupos con cita previa

Datos de interés
- Dirección: Calle Padre Romano, 2
- Teléfonos: 967241170
- Fax: 967246632
- Correo-e: ahp.albacete@jccm.es
- Horario: lunes a viernes, de 8,30 a 14 horas; martes y miércoles, de 16 a 19 horas (de 15 de septiembre a 15 de junio).